# Rana ornativentris
Rana ornativentris é uma espécie de anfíbio da família Ranidae.
É endémica do Japão.
Os seus habitats naturais são: florestas secas tropicais ou subtropicais , rios, pântanos, marismas de água doce, terras aráveis, terras irrigadas e áreas agrícolas temporariamente alagadas.